# Бунгур
Бунгу́р — село в Новокузнецком районе Кемеровской области. Входит в состав Загорского сельского поселения.

## География
Село расположено на реке Бунгур (Бунгурка), правом притоке Абы, от названия которой и произошло название села. Находится в 5 км к западу от Новокузнецка.

## История
Село основано казаками и служилыми людьми в 1625 году. Первоначально село официально называлось Бунгурское. До 1917 года входило в состав Кузнецкой волости Кузнецкого уезда.
С 26 ноября 2013 года село входит в Загорское сельское поселение, которое образовано в связи вступлением в силу Закона Кемеровской области от 7 марта 2013 года № 17-ОЗ. Прежде село было административным центром ныне упразднённого Бунгурского сельского поселения.

## Население
В начале XX века в селе было около 40-45 домов. В 2002 году в селе Бунгур проживало 610 человек.
| 2010 |
| ---- |
| 581  |

## Достопримечательности
Ведётся постройка Церкви преподобного Сергия Радонежского.
Среди жителей Алексей Павлович Шаповал: отец 13 детей, дед 117 внуков, прадед 37 правнуков.

## Организации
Фельдшерско-акушерский пункт, отделение социального обслуживания на дому